# María de Lazcano y Sarría
María de Lazcano y Sarría (Lazcano 1593-1664), XIV Señora de la Casa de Lazcano en Guipúzcoa (España)  y esposa del almirante Antonio de Oquendo.
Entre 1638 y 1650, fundó el colegio de la Compañía de San Sebastián y levantó en Lazcano un gran palacio y los conventos de Santa Teresa y  Santa Ana, formando un importante conjunto palaciego-conventual propio del urbanismo barroco.
Realizó numerosos encargos y compras de pintura, escultura, tapices y orfebrería, procedentes de la Corte, Sevilla, Valladolid, Nápoles y Flandes, y muebles de maderas exóticas.
Aunque su género le impidió ejercer un rol institucional, desde su matronazgo artístico y posición como cabeza del linaje superó el ámbito femenino, restringido al hogar o al convento, y accedió a vías alternativas de poder e influencia.

## Biografía
María de Lazcano tuvo una posición destacada en la nobleza guipuzcoana al pertenecer al Señorío de la Casa de Lazcano (España).
Su linaje le proporcionó una educación y cultura que añadido a su matrimonio con el almirante Antonio de Oquendo le abrió las puertas a los círculos de poder de la Corte a través de la estima de Felipe IV.
. Esta dama llevó a cabo una ambiciosa promoción artística en las décadas centrales del siglo XVII, en solitario, con sus propios recursos e impulsada por expectativas y devociones características del Barroco y la Contrarreforma.
Así, entre 1638 y 1650 fundó el colegio de la Compañía de San Sebastián, y erigió en Lazcano un monumental palacio y los conventos de Santa Teresa y Santa Ana, creando un conjunto palaciego-conventual emulador de otros levantados por la alta nobleza.
La promotora los construyó según los postulados del barroco clasicista y los decoró con pinturas, tallas, tapices, un rico ajuar de plata y muebles de influencia oriental, procedentes de la Corte, Valladolid, Sevilla, Flandes y Nápoles, que revelaban su conocimiento de las artes de la época. 
Estas empresas y encargos perfilan a María de Lazcano como una figura clave para la difusión en el País Vasco de lenguajes y modelos artísticos paradigmáticos, expresión del gusto del momento y de sus preferencias estéticas.
La señora de Lazcano  vivió toda su vida en el solar de sus antepasados, entre libros de cuentas y oraciones en un espacio de gran valor artístico, escenográfico y emblemático. Sus últimos años los  vivió en el convento de Santa Ana  hasta su fallecimiento el 7 de marzo de 1664. 
Dejó como legado  el mejor conjunto monumental del Barroco en el País Vasco siendo inhumada en el convento de Santa Ana.